# Marmoricola scoriae
Marmoricola scoriaes es una especie de bacteria grampositiva del género Marmoricola. Se ha aislado de las cenizas volcánicas de la isla de Jeju en Corea del Sur.